# Prowincjonalna Wystawa Przemysłowa w Poznaniu
Prowincjonalna Wystawa Przemysłowa – wystawa przemysłowa zorganizowana w Poznaniu i trwająca od 26 maja do 16 września 1895. Była wynikiem wspólnych działań organizacyjnych polskiej i niemieckiej społeczności miasta.

## Charakterystyka
Kandydatami do organizacji wystawy były oprócz Poznania – Bydgoszcz i Królewiec. W wyniku działań promocyjnych poznańskiego Towarzystwa Politechnicznego wybrano ostatecznie Poznań. Decyzja zapadła 9 grudnia 1893. Pierwsze zebranie organizacyjne zorganizowano 26 kwietnia 1894. Polacy powołani zostali zarówno do głównego komitetu wystawy, branżowych grup organizacyjnych, jak również do komitetu honorowego, na czele którego stanął Niemiec, Hugon von Wilamowitz-Moellendorf. Pierwotnie miejscem ekspozycji miały być tereny przy Bramie Rycerskiej (Ritter Thor, obecne skrzyżowanie ulic Ratajczaka i Alei Niepodległości), ale z uwagi na wcześniejsze zagospodarowanie parkowe tych terenów plany zmieniono i na ekspozycję przeznaczono obszar pomiędzy bramami Berlińską i Królewską, czyli pomiędzy obecnymi ulicami Libelta i Świętym Marcinem (nie było jeszcze wtedy Dzielnicy Cesarskiej). Podczas wystawy swoje stoiska miało około 700 wystawców (w tym zagranicznych, 60% z Poznania i Wielkopolski, 35% z prowincji niemieckich, reszta z zagranicy), przy czym dochodziło do tarć polsko-niemieckich dotyczących powierzchni wystawienniczych. Imprezę upamiętniono serią pocztówek okolicznościowych.
Na potrzeby wystawowe wzniesiono stosunkowo obszerną halę przemysłową (7162 m²), halę maszyn (3104 m²), trzydzieści mniejszych pawilonów, dwie muszle koncertowe, restauracje, kawiarnie, cyrk i strzelnicę. Wysoki poziom architektoniczny prezentowały nawiązujące do architektury klasycznej pawilony wejściowe od strony bram Berlińskiej i Królewskiej. Wystawa wydawała własną gazetkę (drukarnia była zorganizowana na terenach wystawowych), a w czytelni oferowano około dwieście tytułów prasowych. Kolej wprowadziła zniżki taryfowe dla odwiedzających wystawę. W rekordowych dniach frekwencja odwiedzających przekraczała 20.000 osób, a cała wystawa była ogromnym sukcesem wystawienniczym.

## Wystawcy
Na wystawie swoje ekspozycje mieli m.in. następujący wystawcy:

- R. Aron, Bydgoszcz, artykuły budowlane,
- Hoffmeister, Głogów, materiały budowlane,
- Sichert i Greulich, Poznań, materiały patentowane,
- G. Rady, Bydgoszcz,
- Lindenberg, Szczecin, dachy asfaltowe,
- Ludwik Frankiewicz, Poznań, materiały budowlane,
- S. Bodländer, Wrocław, wyroby wapienne,
- Pfennig, Sulechów, wyroby cementowe,
- Fürstenau, Poznań, dachy drzewno-cementowe,
- Erhard & Ventzky, Wrocław, płyty budowlane,
- M. Victor, Poznań, dachówki
- Schwirtz i Spółka, Inowrocław, wyroby cementowe,
- Schiefelbein, Piła, wentylatory,
- Sturm, Gozdnica, dachówki,
- Vogt & Kretzner, Kunice Żarskie, dachówki,
- Krause, Piła, wyroby cementowe,
- Wituszyco, kamienie barwione i glazurowane,
- Beno Sametzki, Poznań, obeliski,
- Gogolin-Goradzer Spółka, Gogolin, wapień,
- A. Lauber-Schürmann, szyny wałowe,
- Merzbach, Poznań, drukarnia gazetowa,
- Fabryka Szamotu Bolesławiec, rury ceramiczne,
- Schenk, Jeżyce, kamień izolirowany,
- Dannenberg, Zgorzelec, wyroby ceglane,
- Seefeldt & Ottow, Poznań, materiały dachowe,
- H. Lichtenstein, Poznań, cygara,
- J. May, Poznań, konstrukcje wieżowe,
- Ballo i Schoepe, Poznań, asfalt,
- Antoni Krzyżanowski, Poznań, figury gipsowe,
- Wolf, Drezno, papierosy Sulima,
- Nessendorfska, Wrocław, wozy luksusowe,
- Benade, Piła, modele na smołowiec,
- H. Dietz, Poznań, warsztat ślusarski,
- Perkiewicz, Ludwikowo, kamienie glazurowane,
- Klose, Poznań, wyroby cementowe,
- Czawonki & Engelmeister, Międzychód, dachówki,
- Helgardt, Królewiec, namioty,
- Jander, Poznań, stoły ślusarskie,
- A. Aeffke, wagi pomostowe,
- Odlewnia twardego żelaza, Löbtau, walce i maszyny młynarskie,
- Weidemann, Głogów, płyty cementowe,
- Neukrantz, Poznań, wyroby cementowe,
- C. Ankenbrandt, Eltmann, walce kamienne,
- Zadeck, Poznań, dachy papowe,
- Józef Zeyland, Poznań, meble,
- V. Stachr, Berlin, lampy,
- Schott, Poznań, słupy ogłoszeniowe,
- Antoni Leitgeber, Poznań, cygara,
- S. Friedentahl, Poznań, węgiel kamienny i brunatny,
- Roczkowski, Międzychód, sieci rybackie, modele czółen,
- Kwiatkowski, Leszno, barcie,
- M. Piasny Środa Wielkopolska, koszyki,
- E. Pfennig, Poznań, szczotki do dywanów,
- Schulz, Wilda, rośliny,
- Zimmermann, Lipsk, sprzęt domowy i optyczny,
- J. Schews, wozy z hamulcami,
- Malinowski, Śrem, wyroby metalowe,
- L. Friedberg, Poznań, wyroby metalowe,
- A. Hoffmann, Charlottenburg, fontanny,
- Augustyn Denizot, Łazarz, plantacje roślin,
- Ulrich, Apolda, dzwony i urządzenia dzwonne,
- O. Trennert, Bydgoszcz, posąg cesarski.